# Capperia loranus
Capperia loranus is een vlinder uit de familie vedermotten (Pterophoridae). De wetenschappelijke naam is voor het eerst geldig gepubliceerd in 1895 door Fuchs.
De soort komt voor in Europa.